# Negrești (Constanța)
Negrești (antiguamente Carabaci) es una localidad rumana de la comuna de Cobadin, en el condado de Constanța.

## Toponimia
El nombre antiguo del lugar puede encontrarse escrito con grafías como Cara-Bacî, Cara-Baci, Carabacâ, Carabac y Carabaci. Pasó a llamarse Negrești.

## Historia
Hacia finales del siglo XIX la localidad, que ya por entonces pertenecía al condado de Constanța, era capital de la comuna homónima. Sus habitantes se dedicaban a la agricultura y a la ganadería, tanto de vacas como, especialmente, ovejas.
En la segunda mitad del siglo XX la localidad había pasado a forma parte de la comuna de Cobadin. En el censo de 2021 la localidad tenía una población de 393 habitantes.